# Rekowski VIII
Rekowski VIII (Wrycz-Rekowski, Księżyc odmienny) – kaszubski herb szlachecki, według Przemysława Pragerta odmiana herbu Księżyc.

## Opis herbu
Opis z wykorzystaniem zasad blazonowania, zaproponowanych przez Alfreda Znamierowskiego:
W polu półksiężyc z twarzą w prawo, przed którym gwiazda. Klejnotu brak, za to nieheraldycznie ponad hełmem duża korona. Labry nieznanej barwy.

## Najwcześniejsze wzmianki
Herb wymienia Nowy Siebmacher (jako Rekowski V), pochodzi on z pieczęci z XVIII wieku, należącej do jakiegoś Rekowskiego z rodu Wryczów.

## Rodzina Rekowskich
Rekowski to jedno z najbardziej znanych nazwisk kaszubskich. Pochodzi od wsi Rekowo. Wieś ta była od początku własnością odrębnych rodzin, które przyjmowały następnie wspólne nazwisko odmiejscowe. Wedle dokumentu z 1638, powołującego się na przywilej z 1528, w Rekowie siedziały rody: Wotoch, Stip, Dorzik, Mrozik oraz Fritz (Fritze, Friz). W XVIII-XIX wieku dzielili się na linie: Wantochów (Wotochów), Stypów, Wryczów (Wrycza) i Gynzów (Günz). Herb Rekowski VII to jeden z trzech herbów skojarzonych Rekowskimi bez żadnego przydomka.

## Herbowni
Rekowski (Reckowski, Reckowsky, Rekoskie, Rekowsky) być może z przydomkiem Wrycz.
Zarówno Rekowscy bez przydomka jak i z przydomkami, notowani byli z szeregiem innych herbów. Pełna lista w haśle Rekowski.